# László Teleki
László Teleki (Pest, 11 febbraio 1811 – Pest, 7 maggio 1861) è stato un politico e scrittore ungherese.
Fu uno dei capi della rivolta liberale della Camera ungherese nel 1843. Ambasciatore del governo Kossuth a Parigi nel 1848 e nel 1849, non sfuggì all'arresto e fu consegnato all'Austria.
Nonostante venisse graziato da Francesco Giuseppe a patto di astenersi dal fare politica, tornò a capo dell'opposizione nel 1861. Morì suicida.
Della sua attività di scrittore si ricorda soprattutto il dramma Il favorito, del 1841.